# Henri Doré

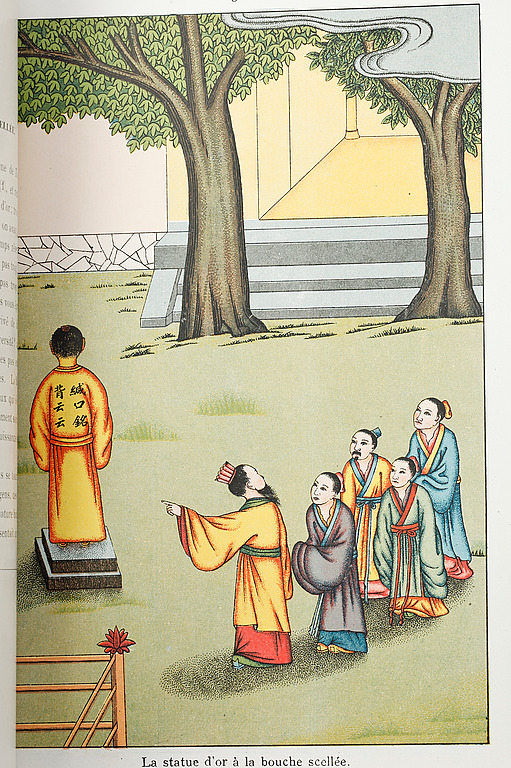
Henri Doré művének egyik illusztrált oldala

Henri Doré (1859–1931; kínai neve pinjin hangsúlyjelekkel: Lù Shìqiú; magyar népszerű: Lu Si-csiu; egyszerűsített kínai: 禄是遒; hagyományos kínai 祿是遒) francia jezsuita misszionárius, sinológus.

## Élete, munkássága
A jezsuita misszionáriusként Kínában tevékenykedő Henri Doré tudományos főműve, az 1912-ben megjelent, a kínai hiedelmeket és ahhoz kapcsolódó szokásokat feldolgozó, Recherches sur les superstitions en Chine című, 18 kötetes hatalmas monográfia, amelyért még a megjelenés évében a rangos sinológiai elismeréssel, Stanislas Julien-díjjal jutalmazták. Művét M. Kennelly Researches into Chinese Superstitions címen angolra is lefordította.

## Fordítás
- Ez a szócikk részben vagy egészben  a   Henri Doré című német Wikipédia-szócikk ezen változatának fordításán alapul.  Az eredeti cikk szerkesztőit annak laptörténete sorolja fel. Ez a jelzés csupán a megfogalmazás eredetét és a szerzői jogokat jelzi, nem szolgál a cikkben szereplő információk forrásmegjelöléseként.